# Ben McAdams
Benjamin Michael McAdams, detto Ben (West Bountiful, 5 dicembre 1974), è un politico statunitense, membro della Camera dei rappresentanti per lo Utah dal 2019 al 2021.

## Biografia
Nato a West Bountiful, ottenne un Juris Doctor alla Columbia Law School.
Entrò in politica per la prima volta nel 2009 quando, come esponente del Partito Democratico, vinse un'elezione suppletiva per il Senato Statale dello Utah, dove venne poi rieletto nel 2010 e rimase in carica fino al 2012, quando si dimise dopo essere stato eletto sindaco della Contea di Salt Lake.
Nel 2018 si candidò alla Camera dei Rappresentanti per il quarto distretto dello Utah, comprendente la Contea di Salt Lake, contro la deputata repubblicana in carica Mia Love. La campagna elettorale fu una delle più costose della storia dello Utah e il risultato fu molto incerto per diverse settimane, consegnando alla fine la vittoria a McAdams per meno di 700 voti di differenza.
Due anni dopo, McAdams si candidò per un secondo mandato ma risultò sconfitto da Burgess Owens con poco più di tremila voti di scarto.